# Vertrag von Lublau
Der Vertrag von Lublau, auch Frieden von Lublau (polnisch Traktat w Lubowli oder Pokój w Lubowli), wurde 1412 zur Beilegung des polnisch-ungarischen Kriegs zwischen dem polnisch-litauischen König Władysław II. Jagiełło und dem ungarischen und deutschen König, späterem Kaiser, Sigismund auf der Lublauer Burg in der Zips geschlossen.

## Vorgeschichte
Nach Ausbruch des Großen Krieges des Deutschen Ordens mit Polen-Litauen 1409 fiel Ungarn, das mit dem Orden verbündet war, 1410 im Süden Polens ein. Die Truppen Sigismunds verwüsteten das Sandezer Land am Dunajec. Nach der Schlacht bei Tannenberg schloss der Deutsche Orden mit Polen-Litauen 1411 den Ersten Frieden von Thorn. Da Władysław II. Jagiełło nun den Rücken im Norden frei hatte, widmete er sich dem Konflikt mit Ungarn. Hierzu schloss er Bündnisse mit dem Gospodar der Walachei Mircea cel Bătrân (Mircea dem Alten) und der Republik Venedig, die beide im Konflikt zu Sigismund standen. Auch mit den Habsburgern schloss er ein Bündnis gegen Sigismund, das 1412 mit der Heirat von Ernst dem Eisernen mit der masowischen Prinzessin Cimburgis untermauert wurde. In dieser Situation sah sich Ungarn von einer feindlichen Koalition umzingelt und Sigismund suchte nach einem Ausgleich mit Władysław II. Jagiełło, um die feindliche Koalition aufzubrechen. Seine Bemühungen wurden vom päpstlichen Legaten Kardinal Brando de Castiglione unterstützt. Bereits 1411 kamen die Unterhändler Polens und Ungarns in Zipser Neudorf zusammen, um die Rahmenbedingungen für einen Waffenstillstand auszuhandeln. Es wurde für den Mai 1412 ein Treffen der Monarchen auf der grenznahen Lublauer Burg vereinbart.

## Beschlüsse
Beide Königreiche schlossen Frieden und ein Bündnis gegen alle äußeren Feinde. Sigismund sollte im Konflikt Polen-Litauens mit dem Deutschen Orden einen Schiedsspruch fällen. Władysław II. Jagiełło sollte im Konflikt Sigismunds mit dem Habsburgern vermitteln. Rotruthenien und Podolien verblieben zunächst bei Polen. Nach dem Tod der Monarchen sollte ein polnisch-ungarische Kommission über die Zugehörigkeit dieser Ländereien zu Polen oder Ungarn entscheiden. Moldau sollte ein polnisches Lehen bleiben. Es sollte jedoch Sigismund im Krieg gegen das Osmanische Reich unterstützen. Władysław II. Jagiełło erkannte an, dass die Walachei im Einflussbereich Ungarns lag.

## Nachgang

Karte der historischen Gebiete in der Zips. Die 1412–1772 an Polen verpfändeten Teile in Rot- bis Brauntönen: rot: Bund der 13 Zipser Städte, hellbraun: Herrschaft von Lublau, braun: weitere verpfändete Städte Stará Ľubovňa (dt. Altlublau, damals Lublau), Hniezdne (dt. Kniesen) und Podolínec (dt. Pudlein).

Das Bündnis Sigismunds mit dem Deutschen Orden wurde aufgelöst. Sigismunds Schiedsspruch fiel zugunsten von Polen-Litauen aus, der Orden musste Polen-Litauen eine hohe Entschädigung zahlen. Einen großen Teil der Entschädigung gewährte Władysław II. Jagiełło Sigismund als Kredit, für welchen Sigismund Polen in der Zipser Verpfändung einen Teil der autonomen, von Fernhandel und Bergbau geprägten Region Zips als Pfand gab. Die Zipser Verpfändung hatte bis 1769, endgültig bis 1772 Bestand, ungarische Versuche der Auslösung des verpfändeten, polnischen Teils der Zips wurden von Teilen des polnischen Adels und Klerus über 360 Jahre immer wieder verhindert. Die Regelung zu Rotruthenien und besonders die erneute Verhinderung der Auslösung der polnischen Zips diente Maria Theresia als Anlass für die Teilnahme an der Ersten Polnischen Teilung 1772, als Österreich Galizien und Lodomerien annektierte. Der heidnisch geborene Władysław II. Jagiełło wurde als gleichberechtigter christlicher Herrscher anerkannt. Ungarn gab Polen die Krönungsutensilien, die Ludwig der Große während der polnisch-ungarischen Personalunion nach Buda gebracht hatte, zurück.